# Isistius labialis
Isistius labialis är en hajart som beskrevs av Meng, Zhu och Li 1985. Isistius labialis ingår i släktet Isistius och familjen Dalatiidae. IUCN kategoriserar arten globalt som otillräckligt studerad. Inga underarter finns listade i Catalogue of Life.